# Girolamo Petri

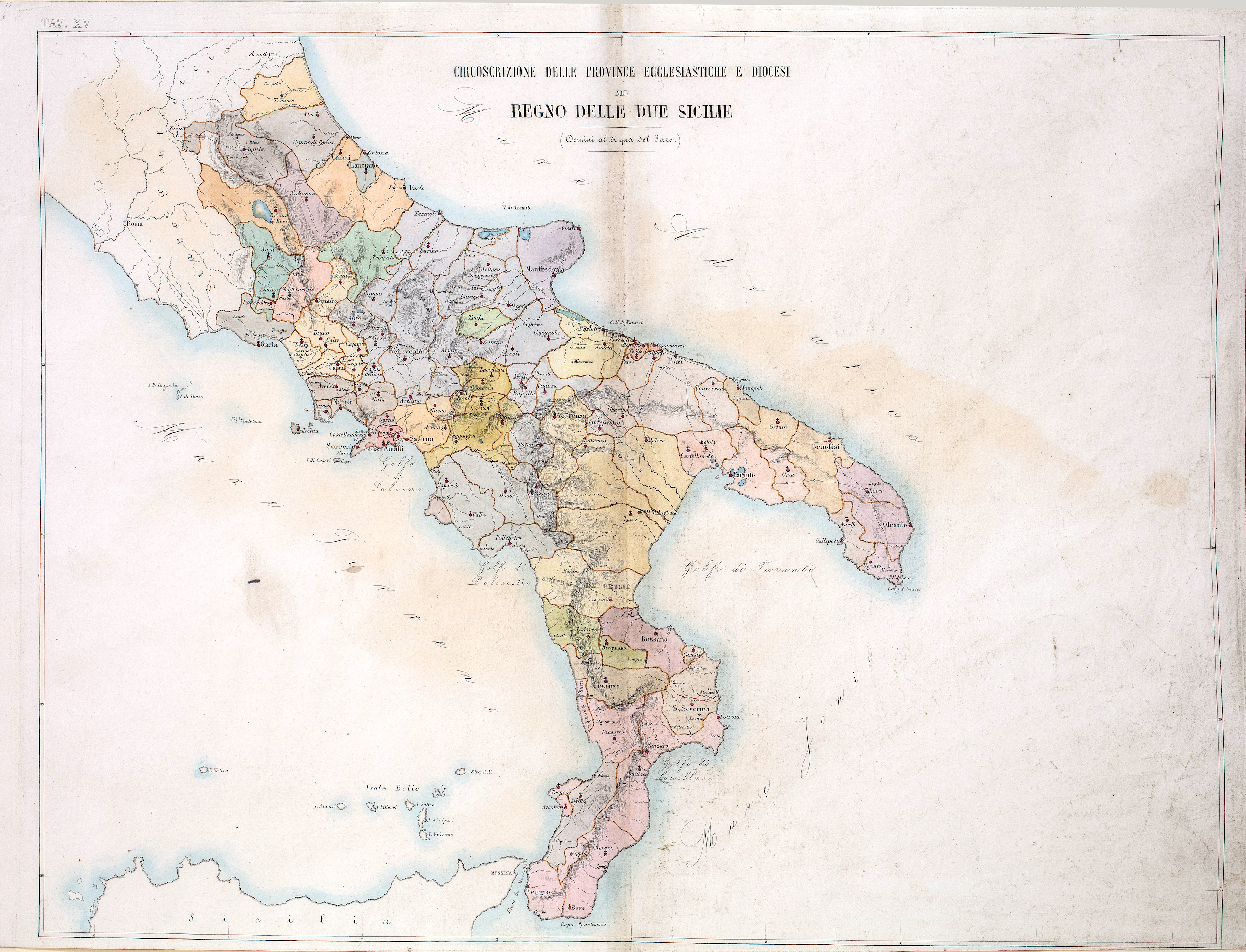
Mapa de las provincias eclesiásticos y diócesis en el reino de las Dos Sicilias, grabado por Petri dentro de su obra L'Orbe Cattolico.

Girolamo Petri (Onano, 1806-Roma, 1871) fue un abogado y geógrafo eclesiástico.

## Biografía
Fue hijo de un alto funcionario de los Estados Pontificios, que llegó a ser gobernador de Frascati. Girolamo nació en Onano, cerca de Viterbo en la región del Lacio. Desde 1821, pasó a vivir en Roma.
Siguió la carrera jurídica, llegando a ejercer como abogado. Como consecuencia de su éxito en la abogacía, en el año 1847, el papa Pío IX lo nombra oficial de la secretaría de Estado. En 1851 publicó su primera obra sobre geografía católica, La gerarchia della Santa Chiesa Cattolica Apostolica Romana.
Entre 1858 y 1859 se publicó su importante obra L’Orbe Cattolico ossia Atlante Geografico Storico Ecclesiastico, en tres volúmenes. Esta obra se preparó desde, al menos, 1856.
Murió en 1871. Estuvo casado con Isabel Ostoni.